# ۹کا۷۲۰ اسکندر

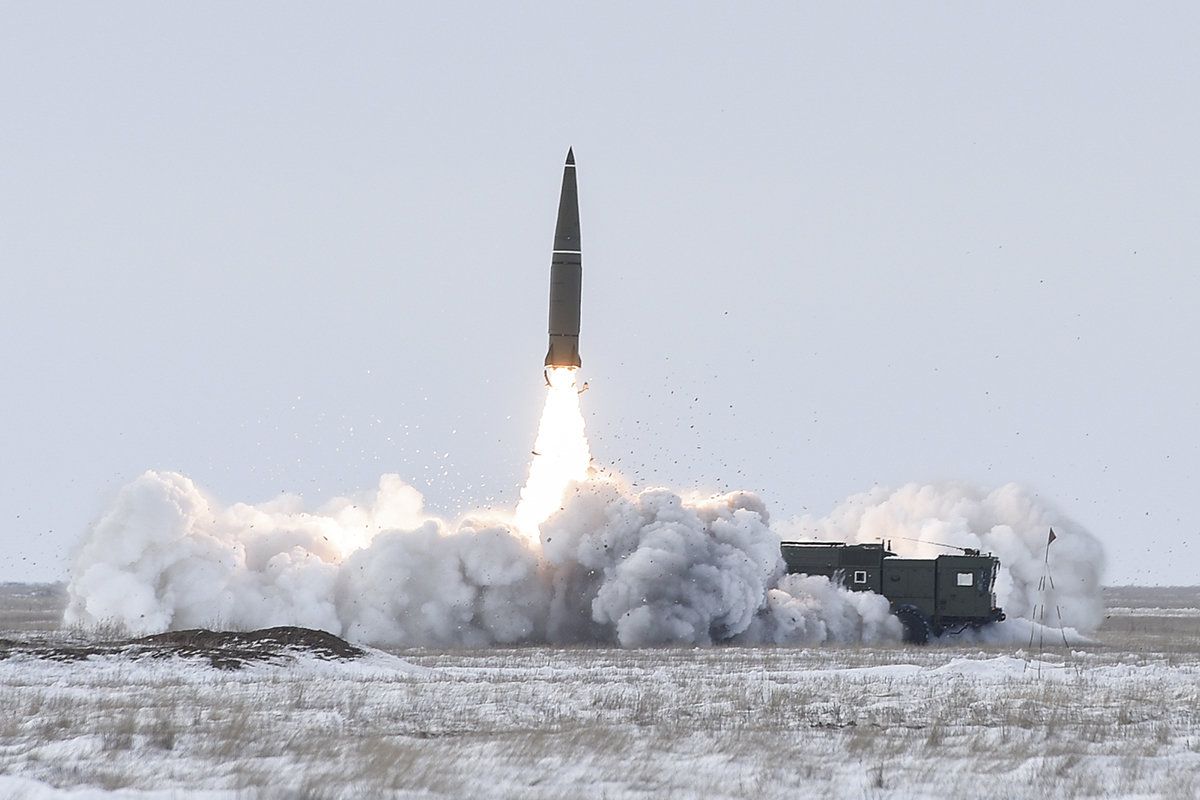
پرتاب موشک اسکندر در سال ۲۰۱۸.

۹کا۷۲۰ اسکندر (به روسی: «Искандер»، آوانگاری: سامانه نام‌گذاری در ناتو SS-26 Stone) یک سیستم موشکی بالستیک برد کوتاه متحرک است که توسط فدراسیون روسیه تولید و مستقر شده است. "اسکندر" خانواده‌ای از سامانه‌های موشکی عملیاتی-تاکتیکی روسی است، که شامل موشک‌های "اسکندر"، "اسکندر-ام"، "اسکندر-کی" و "اسکندر-ئی" می‌باشد. این موشک توسط شرکت تحقیقاتی و تولیدی "دفتر طراحی مهندسی مکانیک (KBM) " روسیه در شهر کولومنا واقع در منطقه مسکو توسعه داده شده است.
اسکندر دارای چندین کلاهک متعارف مختلف است، از جمله کلاهک مهمات خوشه‌ای، کلاهک انفجاری هوا-سوخت با انفجار تقویت شده، کلاهک منفجره گلوله افشان (fragmentation warhead)، یک کلاهک نفوذ کننده به زمین برای سنگرشکنی و یک دستگاه پالس الکترومغناطیسی برای مأموریت‌های ضد رادار. این موشک همچنین می‌تواند کلاهک‌های هسته ای را حمل کند. در سپتامبر ۲۰۱۷، والری ام. کشین طراح عمومی شرکت KBM گفت که حداقل هفت نوع موشک (و "شاید بیشتر") برای اسکندر وجود دارد، از جمله یک موشک کروز.
هدف اصلی سامانه‌های موشکی اسکندر انهدام سامانه‌های پدافند هوایی و دفاع موشکی دشمن و همچنین مهم‌ترین اجسام تحت پوشش آنها در برد حداکثر ۵۰۰ کیلومتر است.
جالب توجه است که ارمنستان موشک‌های اسکندر خود را در طول جنگ دوم قره‌باغ با آذربایجان در سال ۲۰۲۰ شلیک کرد. اما نخست‌وزیر ارمنستان مدعی شد که این موشک‌ها پس از رسیدن به اهداف خود منفجر نشده‌اند. این امر مربوط به  اینکه روسیه عمداً موشک‌هایی که توانایی رزمی نداشتند را به ارمنستان تحویل داده بود.

## نقش و کارایی موشک اسکندر

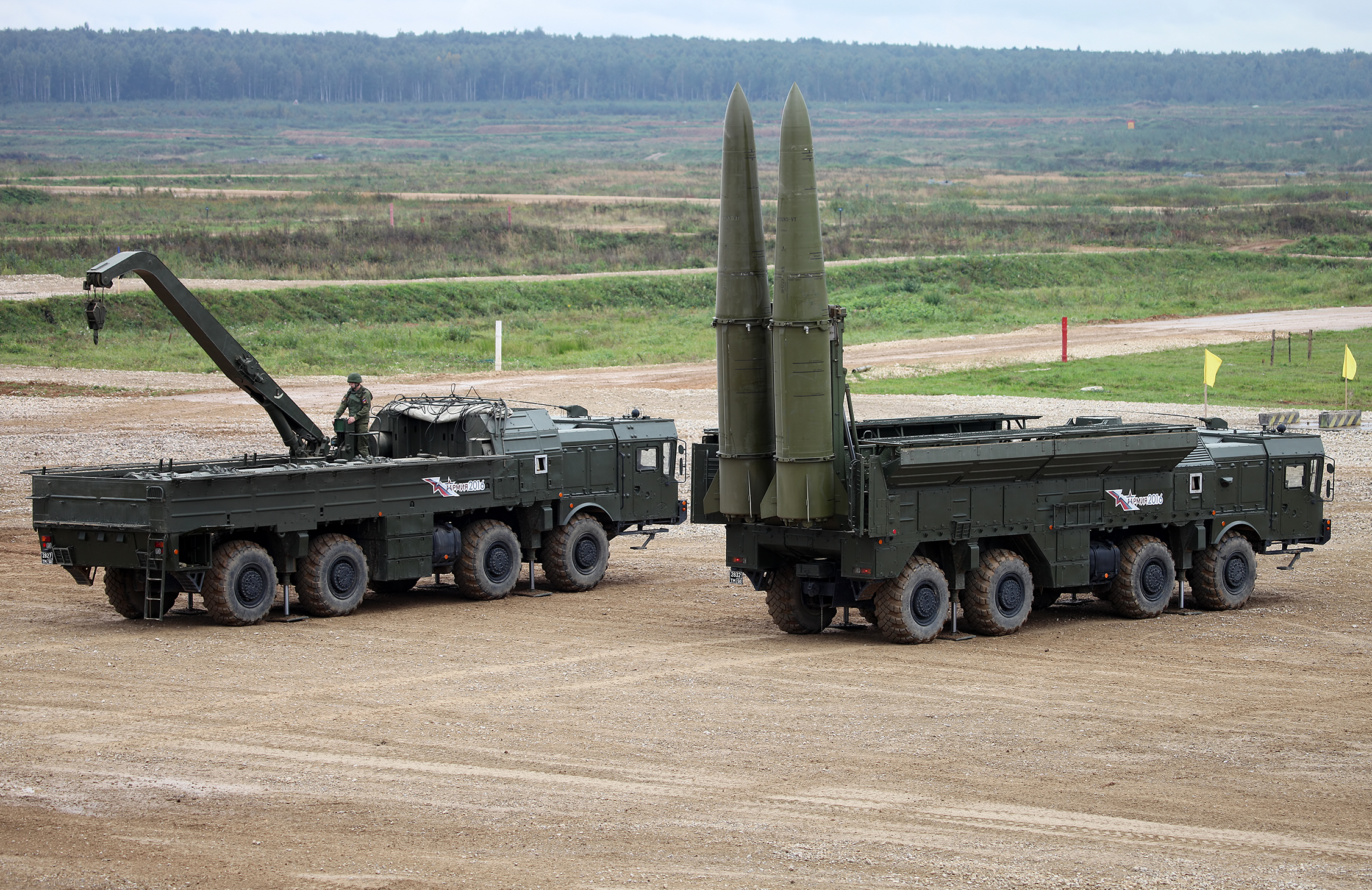
پرتاب کننده مجتمع با موشک‌های شبه‌بالستیک و وسیله نقلیه بارگیری با موشک‌های کروز در کانتینر حمل و نقل و پرتاب (TPC)

بر اساس تحلیل‌گران غربی، موشک اسکندر، در کنار سامانه‌های پدافند هوایی مانند اس-۴۰۰ و سامانه‌های ضدکشتی ساحلی کلاس-باستیون، نقشی اساسی در مفهوم نیروهای مسلح روسیه بازی می‌کند، که از آن با عنوان «منطقه بدون دسترسی» یا «Anti-Access/Area Denial» یاد می‌شود. ماهیت این مفهوم این است که نیروهای ناتو نمی‌توانند بدون خطر آسیب غیرقابل قبول در محدوده سیستم‌های «منطقه بدون دسترسی» باقی بمانند یا حرکت کنند.
بر اساس گزارش نشنال اینترست، اسکندر خطرناک‌ترین سلاح نیروهای مسلح روسیه است، زیرا دارای مانع بسیار کم برای استفاده غیرهسته‌ای است و برد بلند موشک‌ها و توانایی آنها برای غلبه بر پدافند موشکی می‌تواند در صورت حمله اسکندر به فرودگاه‌ها، مراکز لجستیکی و سایر تأسیسات مشابه، منجر به وارد کردن خسارات زیادی به آنها شود. کارشناسان استفاده گسترده از سامانه موشکی تاکتیکی اسکندر را از نظر مقیاس آسیب با خسارات ناشی از بمباران هواپیماهای ناتو مقایسه می‌کنند.
موشک‌های مجموعه‌های اسکندر-ام و اسکندر-کی، اگرچه از یک پرتابگر خودکششی یکسان پرتاب می‌شوند، اما اساساً متفاوت هستند. اسکندر-ام از یک موشک شبه بالستیک با ارتفاع بالا (ارتفاع پرواز ۵۰ کیلومتر)، فوق مانورپذیر (اضافه بار ۲۰ تا ۳۰ g) با فناوری‌های رادارگریز، یک ماژول جنگ الکترونیک با قابلیت تنظیم مجدد و اهداف فریب برای دور زدن و فریب سامانه‌های دفاع موشکی و نابود کردن اشیاء محافظت شده توسط آنها در برد تا ۵۰۰ کیلومتر استفاده می‌کند.

## طراحی و مشخصات

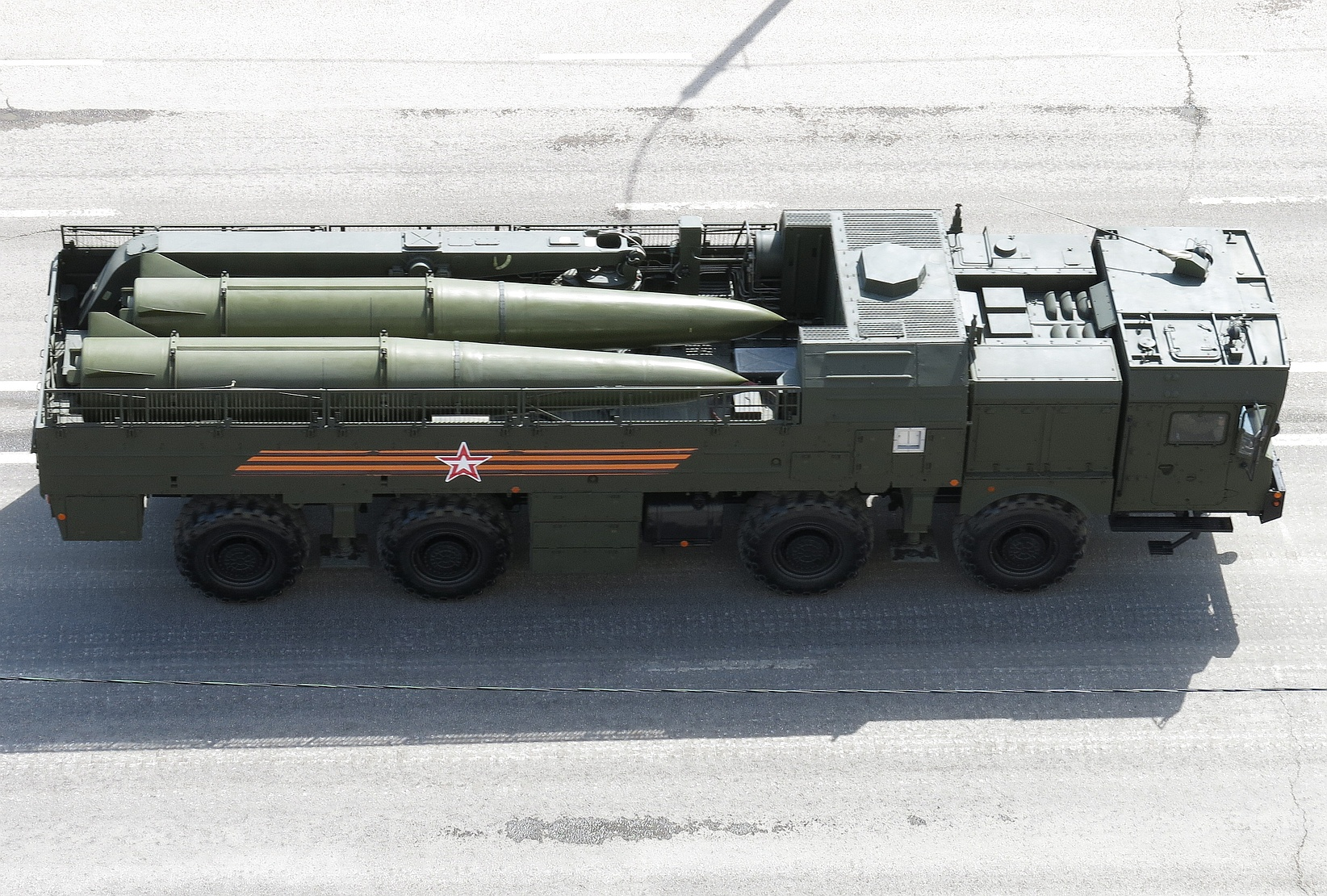
لودر حمل و نقل 9T250-۱ سامانه اسکندر-ام

موشک بالستیک کوتاه برد اسکندر اولین بار در سال ۱۹۹۶ پرتاب شد. در زمان معرفی، این موشک پیشرفته‌ترین موشک در نوع خود به حساب می‌آمد. سامانه موشکی اسکندر ام در سال ۲۰۰۶ به‌طور رسمی توسط ارتش روسیه پذیرفته شد. سامانه موشکی متحرک جاده‌ای اسکندر مجهز به دو موشک بالستیک کوتاه برد است که قدرت شلیک واحدهای موشکی را به میزان قابل توجهی افزایش می‌دهد. هر موشک را می‌توان به‌طور مستقل هدف‌گیری کرد. این موشک‌ها قادر به زدن اهداف نیز متحرک هستند، چراکه می‌توان مختصات هدف موشک را زمانی که در حال پرواز است نیز تغییر داد.
اسکندر برای غلبه بر سیستم‌های دفاع هوایی طراحی شده است. این موشک با سرعت مافوق صوت حرکت می‌کند. در مرحله پایانی پرواز بیش از حد مانور می‌دهد و اهداف فریب‌دهنده‌ای (decoy) را آزاد می‌کند. در برخی موارد می‌توان از این موشک بالستیک به عنوان جایگزینی برای بمباران دقیق استفاده کرد. موشک‌ها را می‌توان ۱۶ دقیقه پس از جابجایی یا ۴ دقیقه پس از آمادگی کامل شلیک کرد. موشک دوم را در کمتر از ۱ دقیقه پس از موشک اول می‌توان شلیک کرد.

## موشک‌های معادل

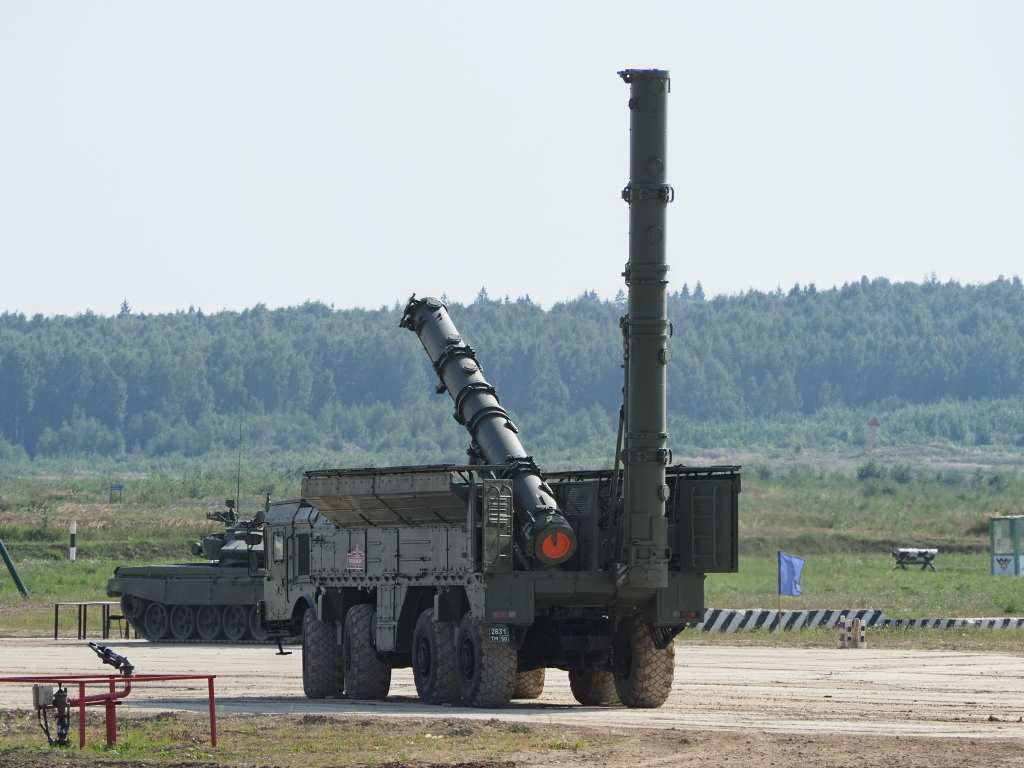
سامانه موشکی اسکندر-کی

M20 نسخه چینی اسکندر است. سامانه M20 همچنین ۲ موشک با قابلیت‌های تقریباً مشابه حمل می‌کند و بر پایه شاسی‌های تحرک بالا ۸ در ۸ است. با این حال از موشک‌های بالستیک کانتینری استفاده می‌کند و به‌طور کلی یک سیستم همه‌کاره‌تر است. همچنین می‌تواند موشک‌های ضد کشتی و غلاف را با راکت‌های توپخانه حمل کند. M20 به برخی کشورها صادر شده است.
خیبرشکن
یک موشک میان برد از نسل سوم موشک هاسپاه پاسداران انقلاب اسلامیاست که توسط حسن تهرانی مقدم به عنوان موشک رقیب اسکندر روسی شناخته می‌شود.
Hyunmoo 2 یک نسخه کره جنوبی از Iskander-E است. این خودروی پرتابگر نیز بر اساس یک شاسی با قابلیت تحرک بالا ۸ در ۸ ساخته شده است، اما یک موشک را حمل می‌کند. درست مانند اسکندر-ای، موشک اولیه حدود ۳۰۰ کیلومتر برد داشت و می‌توانست حدود ۵۰۰ کیلوگرم محموله را حمل کند. اگرچه کره جنوبی به زودی نسخه‌های بهبود یافته این موشک را با برد ۵۰۰ و حتی ۸۰۰ کیلومتر معرفی کرد.
KN-23 یک سامانه موشکی بالستیک متعلق به کره شمالی است. این موشک با کمک روسیه و احتمالاً چین ساخته شد و اولین بار در سال ۲۰۱۸ به صورت عمومی رونمایی و در سال ۲۰۱۹ آزمایش گردید. برد ۶۰۰ تا ۷۰۰ کیلومتر را نشان داد و می‌تواند کلاهک هسته‌ای حمل کند.